# Kamień Plebański
Kamień Plebański – dawna wieś, od 1992 część Sandomierza, położona we wschodniej części miasta, w rejonie ulicy Podmiejskiej.

## Historia
Kamień Plebański w latach 1867–1954 należał do gminy Dwikozy w powiecie sandomierskim w guberni kieleckiej. W II RP przynależał do woj. kieleckiego, gdzie 2 listopada 1933 wszedł w skład nowo utworzonej gromady o nazwie Kamień Łukawski w gminie Dwikozy, składającą się ze wsi Kamień Łukawski i Kamień Plebański.
Podczas II wojny światowej włączony do Generalnego Gubernatorstwa (dystrykt radomski, powiat opatowski), nadal jako składowa gromady Kamień Łukawski w gminie Dwikozy, liczącej 477 mieszkańców.
Po wojnie w województwie kieleckim, nadal w gromadzie Kamień Łukawski, jednej z 19 gromad gminy Dwikozy w powiecie sandomierskim.
W związku z reformą znoszącą gminy jesienią 1954 roku, Kamień Plebański wszedł w skład gromady Gierlachów. 1 stycznia 1966 z gromady Gierlachów wyłączono enklawę gruntów wsi Kamień Plebański, włączając ją do miasta Sandomierza.
1 stycznia 1973, po kolejnej reformie administracyjnej, wszedł ponownie w skład gminy Dwikozy, od 1 czerwca 1975 w województwie tarnobrzeskim.
1 stycznia 1992 Kamień Plebański (140,47 ha) wyłączono z gminy Dwikozy i włączono do Sandomierza.
Uwaga: Pobliska kolonia Kamień Plebański jest miejscowością o odrębnej przeszłości, związanej administracyjnie z Mokoszynem.